# 平江县
平江县（赣语平江方言标准音：/p'iɑŋ35 kɔŋ55 ʃʊæn33/）），别称汨源、昌江、汉昌和天岳，位于中国湖南省东北部，是岳阳市下辖的县，经济上实行「省直管县」制度，且是湖南省经济体制改革试点。县人民政府驻汉昌镇。
平江县是平江起义的发生地，近代湖南农民运动中心之一，中华人民共和国建立后被称为“将军县”之一。
全县总面积为4115平方公里，常住总人口约為95.12万人。交通发达，通平-平汝高速、京珠高速、平益高速、106国道和蒙华铁路纵贯县境。资源丰富，是著名的桂花蜜源之乡、金矿产地和林业重点县，战国时期文学家屈原放逐自沉、中唐诗圣杜甫晚年皈依之地，现有杜甫墓等古迹纪念建筑。平江是湘楚文化源头之一，被誉为“蓝墨水的上游” ，有“中华诗词之乡”的美誉。平江县是著名休闲食品“辣条”的发源地，有着“中国面筋食品之乡”的称号。

## 人口
根据湖南省岳阳市第七次全国人口普查公报显示：平江县常住人口为951112人，男性人口占比51.01%，女性人口占比48.99%，年龄结构中0-14岁占比20.53%，15-59岁占比59.46%，60岁以上占比20.01%，65岁以上占比14.77%。

## 地理

### 位置
地处东经113度11分与114度9分，北纬23度25分与29度6分之间。处汨水、罗水（汨罗江）上游，城镇分布在幕阜-罗霄山脉内部，平江县城（汉昌镇）位于汨水上游中段。平江县是湖南省位置最东北的县，恰处武汉城市群、长株潭城市群、环鄱阳湖城市群的重叠部分。平江县地处湘鄂赣三省交界处，东临是江西省修水、铜鼓，南接是本省的浏阳，长沙县，西靠同属岳阳地区的汨罗市，北毗岳阳母县岳阳县和湖北省通城。

### 水系
境内主要为汨罗江及其支流。
平江县内较大支流有:
- 昌江河(梅仙水)，源于县北上塔市黄桥村傅家洞墨家山。全长84公里，流域面积670平方公里，天然落差178.6米,平均坡降为0.52‰。流域面积670平方公里。
- 黄金河。源于县东南长寿启明村吊水尖下芭蕉坳。全长55公里，流域面积270平方公里，天然落差402.6米，平均坡降4.1‰。
- 钟洞河。源于县东北幕阜山脉南坡长庆乡高源村桃树土段。全长62公里，流域面积321平方公里，天然落差655.3米，平均坡降3.5‰。

### 山脉

#### 连云山脉（北罗霄）
连云山脉属罗霄山脉，主峰位于加义连云村与浏阳市的交界线上，海拔1600.3米，为平江县乃至岳阳地区第一高峰。全脉有1000米以上的山峰有10座。因三面群山起伏，一面平川蜿延，山间林深竹茂，主峰常见云雾缭绕，故名连云山。山脉走向：主峰往东沿平浏边界十八折、吊水尖至分水坳；往北沿平、铜（鼓）和平、修（水）边界的里半天、打锣尖、饭匙尖、大坳里到东阳山；往西沿平、浏（阳）边界经火子坳、福寿山、十八盘到寒婆坳。金龙、长寿、加义、安定属该山脉部分范围，面积为639平方公里，占全县总面积的15.5%。连云山主峰呈24-25度迎风北坡，单面倾斜，相对高度1400米，地势比降为230%。由于山体坡度大，水流急，岩石抗风化能力强，自然植被好，溪流两岸流水沉积地貌不发育，可耕地面积少，种植业不发达。自然次生植物保存完整，是县境主要林业产区。

## 历史
古属扬越、三苗，春秋时属楚附庸罗子国。秦置罗县。汉末将罗县东部划为汉昌县。三国时改名吴昌县。唐神龙二年置昌江县；后唐同光元年为避庄宗祖父李国昌讳，以县治周围地势平坦，江水至此平静无波，改称平江县（又说屈原在此投江，改名平江）。1986年，国务院批准撤销岳阳地区，将临湘、华容、汨罗、平江4县划归岳阳市管辖。

### 县治

#### 金铺观
今南乡安定镇安永村，地处黄社塅平原。汉末将罗县东部划为汉昌县，三国时改名吴昌县，在此期间县治一直位于金铺观，直至隋开皇九年（589）吴昌并罗县。金铺观为县治长达400年之久。金铺观现已被规划入安定新区。

#### 中县坪
今南乡安定镇大桥片中县村、白坪村等，地处中县坪平原。唐神龙二年（706），平江恢复县制，县治设于此。平江天岳新区规划东抵此地。

#### 鹤岭
今汉昌镇老城区。唐元和四年迁至此至今。

## 经济
平江四大支柱产业：食品加工、机电轻工、矿产建材、生态旅游。

### 农业
平江县土地总面积4118.06平方公里，折合618万亩，其中耕地81万亩，占土地总面积的13%。主要产物是稻谷，棉花，油料，茶叶和柑橘。农业总产值为88,103万元。2012年，平江县形成粮食、生猪、油茶、茶叶、中药、楠竹等六大产业基地。实施粮食生产“千亩示范、万亩连片”工程，粮食种植面积8万公顷，被评为全省粮食生产先进县。新增油茶标准化基地1333公顷，成功争取进入全省高山有机茶开发试点县。同时，不断优化提升农产品品牌。旺辉食品的“飞旺”商标获得中国驰名商标。平术被评为中国农产品地理标志。新增市级农业产业化龙头企业5家；发展农产品加工企业256家，其中，年产值500万元以上的规模企业56家。

### 工业
随着行业结构的不断改善，平江县形成了机电、化工、食品、竹木、建材、矿产等利用本地资源加工的工业行业。平江县是中国著名休闲食品“辣条”（湘式挤压糕点）的发源地，有着“中国面筋食品之乡”的美誉，平均每五包辣条，就有一包是平江制造。2012年，平江县先进装备制造、生物医药、电子、新材料四大新兴产业全年完成规模工业总产值181.45亿元，增长25.6%，占全县规模工业总产值的84%。平江工业园打造两型园区，成功获批“国家新型工业化产业示范基地”，是全省县级工业园中唯一获此殊荣的工业园。新引进企业12家，有入园企业78家，完成工业总产值100亿元、税收1.27亿元。平江县拥有三个已建成或规划建成的工业园，分别是伍市镇平江工业园，汉昌镇寺前工业园，天岳新区天岳工业园（规划）。

## 资源

### 矿产
县内主要矿产有黄金、铅锌、磷、石膏、石英、石灰石、长石、云母等60多种，石膏、石英、磷等矿物储量均在1000万吨以上，黄金储量50吨以上。  

### 动植物
县内有伯乐树、珙桐、南方红豆杉、红豆杉等一级保护植物4种，闽楠、樟树（香樟）、厚朴、杜仲、蓖子三尖杉、香果树、鹅掌揪、金钱松、喜树、榉树、凹叶厚朴、香榧、毛红椿、喙核桃、福建柏等二级保护植物15种；云豹、黄腹角雉、金雕、大蟒等一级保护动物4种，小天鹅、草鸮、长耳鸮、大鲵、猕猴、穿山甲、豺、青鼬、水獭、果子狸、大灵猫、小灵猫、河鹿、白冠长尾雉、白鹇、勺鸡、东方号鸮、领角鸮、黄角渔鸮、斑头鸺鹠、短耳鸮、黑耳鸢、风头蜂膺、白尾鹞、雀鹰、赤腹鹰、普通鵟、大鵟、游隼、燕隼、红隼等二级保护动物31种；另有较为丰富的野生湿地植物资源和水产资源。

## 政治

### 现任领导
| 机构     | 平江县人民政府 县长 | · 中国共产党 · 平江县委员会 · 书记 | 平江县人民代表大会 常务委员会 主任 | · 中国人民政治协商会议 · 平江县委员会 · 主席 |
| -------- | ------------------- | ---------------------------------- | ---------------------------------- | -------------------------------------------- |
| 姓名     | 彭方建              | 李勇                               | 凌晓明                             | 熊江新                                       |
| 民族     | 汉族                | 汉族                               | 汉族                               | 汉族                                         |
| 出生地   | 湖南省汨罗市        | 湖南省汨罗市                       | 湖南省                             | 湖南省                                       |
| 出生日期 | 1970年11月（54歲）  | 1969年3月（56歲）                  |                                    |                                              |
| 就任日期 | 2021年10月          | 2021年7月30日                      | 2021年10月                         | 2021年10月                                   |

## 景点

### 古迹

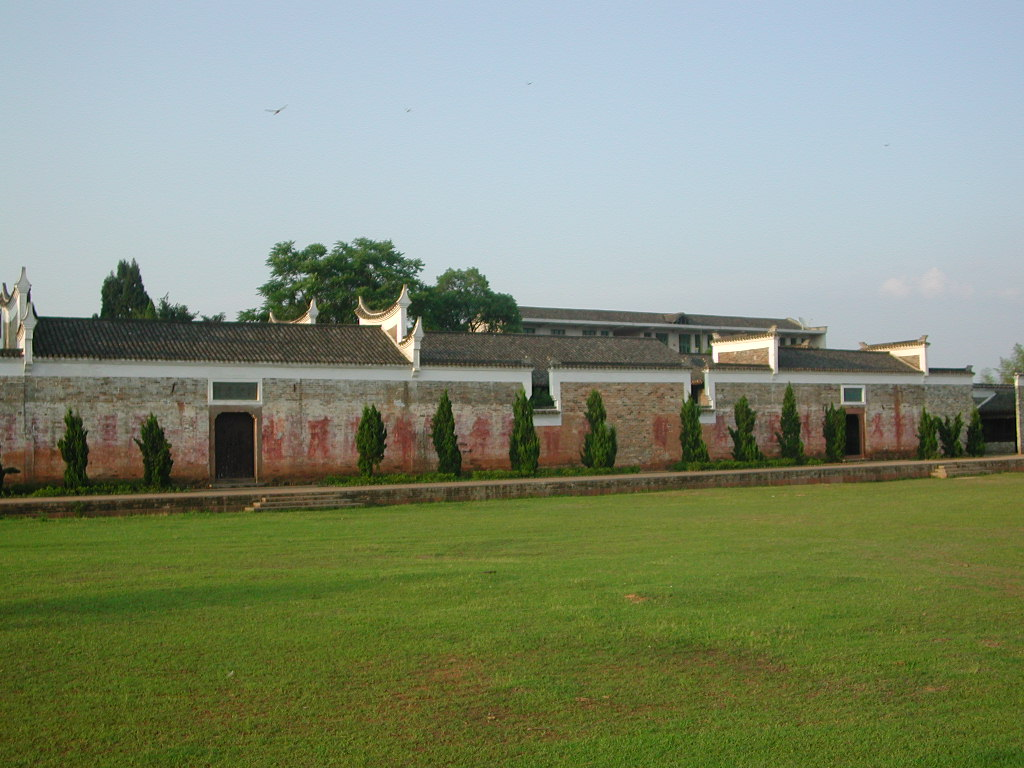
杜甫墓

- 杜甫墓祠。杜甫墓位于安定小田村。占地2552平方米，被中国国家文物局主编的《中国名胜词典》认定为全国唯一杜甫归葬墓，湖南省重点文物保护单位，有“千古名胜，诗圣遗阡”之称。整个墓祠包括杜甫墓、杜文正公祠、杜公祠堂、浣花草堂和铁瓶诗社等构成一组极具文物、史学、观赏价值的古建筑群。存有唐代莲花石础、刻字古砖等文物。
- 天岳书院。位于汉昌镇书院社区。始建于清代同治六年（公元1867年），因为书院门对小天岳山而定名。门首有“天岳书院”四个镏金大字，两侧镌刻石联“天经地纬、岳峙渊渟”字体苍劲、雄浑，相传为清代学者李次青所书。院内原有讲堂三间，住室三间，东西斋各十四间。其中藏书楼三间，屈子祠及九君子祠，均因年代久远而废之。正中心的四柱大厅，即现今的小礼堂，两壁原有朱熹手迹“忠孝廉节”四个大字，早已粉刷干净。大厅前的花园，长着奇花异草，四季葱茏繁茂，令人流连忘返。整个房舍布局井然有序。仍依稀保存旧貌。现已与平江县第一中学融为一体，成为校、景、史合一的旅游特色景区。

### 度假区
- 沱龙峡漂流。位于加义镇。
- 石牛寨国家地质公园。位于石牛寨镇。海拔523米、方圆10余平方公里。古军事要地。公园主要为由怪石、奇峰、石洞组成的丹霞石景色，鬼斧神工，千姿百态，美不胜收。园内景点众多，可概括为“一牛二龟三关险，四桥五寨六线天，七奇石八寺庙，百零八崖景无边”。各景点以奇险著称，尤为罕见的是保存完好的2000多米古城墙，享有“天下第一寨”之美誉。
- 盘石洲旅游度假区。位于瓮江盘石村。湖南省特色旅游名村。
- 纯溪小镇。位于加义镇。集娱乐、餐饮、休闲度假、户外运动等于一体的大型综合性景区。有客栈、青年旅馆、亲水酒吧、私塾、农家乐，皮影戏、火龙舞、月光岩等游玩之地。

### 名山
- 汨罗江-福寿山国家风景区。主景区位于福寿山镇，沿江景点分布于汉昌、三阳、安定三个乡镇。福寿山风景区集山秀、水美、林幽、石奇于一体，含自然景观、人文景观和福寿文化于一起，是建设生态旅游、避暑度假、休闲疗养、登山探险、水上游乐、民俗文化、人文教育等于一体的综合型旅游景区的理想之地。福寿山风景区包括福寿山森林公园、百福洞峡谷瀑布群、白水湖水上游乐中心、福寿山矿泉水疗养区、福寿避暑度假村、芦洞民俗文化村、福寿山生态农业观光园、人文教育基地等八大景区100余个景点，是一个大容量、多功能、高品位的旅游区。2013湖南卫视大型亲子秀《爸爸去哪儿第一季》湖南站的拍摄地。
- 幕阜山主峰（幕阜山国家森林公园）。位于南江镇。
- 连云山北麓（北罗霄国家森林公园）。位于加义镇。

## 文化

### 方言
平江县内部分为四片方言区，括号内为代表音或各区标准音。有学者认为,平江地區所說的平江話是雅言的繼承者,與粵語同系，是最古老的漢語傳承。

#### 赣语
- 汉昌话（县城标准音）

县城标准音是一种以赣语为基础的，融合大量湘语、少量粤语及较多客语的语言，属于赣语昌都片平浏小片。特点是易懂、易发音。使用该语言的乡镇有汉昌、三阳、安定、加义、钟洞、梅仙等，另外再加上瓮江镇的瓮江、双江、河东、谈岑片的西江、谈婿、张市的6个小片，使用的面积和人口占全县的50%以上。
- 东北乡话（长寿街话/南江桥话）

东被乡话分为长寿、南江2个片，使用的面积和人口占全县的30%。东部长寿街话比较靠近江西修水口音，北部南江桥话受到官话的一定影响。但东、北两地总体来说受湘语影响较小，属于赣语昌都片平浏小片。

#### 湘语
- 西乡话（伍市话）

西乡话分布于平江西部三乡镇，使用的面积和人口只占全县的15%，特点是受湘语影响最深，属于湘语长益片长株潭小片。
- 岑川话（岑川话）

岑川话分布于岑川镇，属于湘语长益片岳阳小片。

#### 客语/粤语
平江地区的客家话属于客语铜鼓片，分布在平江县东部的连云山山麓。同时，连云山等地有一部分使用粤语的广东移民后裔。

### 习俗

#### 九龙舞
九龙舞是平江县古老的传统舞蹈，始于汉兴于唐代，相传爱国诗人屈原投江以身殉国，尸沉于水底，无法回到人间，人们每年端阳节都要划起龙舟前来打捞。九龙舞被授予中华人民共和国国家级非物质文化遗产保护项目。

## 美食
- 辣肠皮
  - 平江话称之为“肠子皮”。一种由猪肠皮做成的麻辣食品。
- 辣条
  - 平江话称之为“喫喫”、“麻辣”。一般由面粉或者豆皮制作而成，学名“湘式挤压糕点”。
- 酱干
  - 一般由面粉或者豆皮制作而成麻辣食品，被认为是辣条的滥觞。
- 炸肉
  - 一道以面粉为主料油炸的餐点，是“平江十大碗”之首。
- 炒米
  - 平江话称之为“炒米子”。以稻米、面粉等为主料油炸的零食。
- 火焙鱼
  - 平江话称之为“火焙鱼仔”。以鲫鱼等体型较小的鱼类炸制而成的餐点。

## 行政区划
平江县下辖2个街道办事处、18个镇、5个乡：
汉昌街道、天岳街道、安定镇、三市镇、加义镇、长寿镇、龙门镇、虹桥镇、南江镇、梅仙镇、浯口镇、瓮江镇、伍市镇、向家镇、童市镇、岑川镇、福寿山镇、余坪镇、石牛寨镇、上塔市镇、三阳乡、木金乡、板江乡、大洲乡和三墩乡。

### 旧时集镇
（括号内为今归属乡镇，下列集镇今多合并或撤销）
- （加义）献冲、东山、泗州坪、义口、谢江，（长寿）黄金洞、南桥，（梅仙）团山铺，（三市）爽口，（安定）安定桥、官塘农场，（汉昌）三阳街、首家坪，（童市）钟洞，（伍市）栗山、三合、时丰农场。

## 交通
- 106国道
- 308省道
- 浩吉铁路
- 武深高速（即平汝高速公路）及 京港澳高速